# Фторид-диоксид брома
Фтори́д-диокси́д бро́ма — неорганическое соединение
брома, фтора и кислорода с формулой BrO2F,
бесцветная летучая жидкость,
реагирует с водой.

## Получение
- Действие пентафторида брома на раствор бромата калия в плавиковой кислоте:

{\displaystyle {\mathsf {2KBrO_{3}+BrF_{5}+2HF\ {\xrightarrow {}}\ 3BrO_{2}F+2KHF_{2}}}}
- Гидролиз пентафторида брома при низких температурах:

{\displaystyle {\mathsf {BrF_{5}+2H_{2}O\ {\xrightarrow {}}\ BrO_{2}F+4HF}}}

## Физические свойства
Фторид-диоксид брома образует бесцветную летучую жидкость, которая разлагается при температуре выше 50—55 °C.
При комнатной температуре разъедает стекло.

## Химические свойства
- Разлагается при нагревании:

{\displaystyle {\mathsf {3BrO_{2}F\ {\xrightarrow {50-55^{o}C}}\ BrF_{3}+Br_{2}+3O_{2}}}}
- Бурно реагирует с водой (со взрывом):

{\displaystyle {\mathsf {BrO_{2}F+H_{2}O\ {\xrightarrow {}}\ HBrO_{3}+HF}}}
- Реагирует с щелочами:

{\displaystyle {\mathsf {BrO_{2}F+2NaOH\ {\xrightarrow {0^{o}C}}\ NaBrO_{3}+NaF+H_{2}O}}}